# Saint-Brevin-les-Pins

Localització de Saint-Brevin-les-Pins

Saint-Brevin-les-Pins (en bretó Sant-Brewenn) és un municipi francès, situat a la regió de país del Loira, al departament de Loira Atlàntic, que històricament va formar part de la Bretanya. L'any 2006 tenia 2.486 habitants. Limita amb Saint-Nazaire al nord, Saint-Père-en-Retz i Corsept a l'est, Saint-Michel-Chef-Chef al sud.

## Demografia
| 1962                                       | 1968  | 1975  | 1982  | 1990  | 1999  |
| ------------------------------------------ | ----- | ----- | ----- | ----- | ----- |
| 7.357                                      | 8.008 | 8.614 | 8.582 | 8.688 | 9.594 |
| Des de 1962: població sense dobles comptes |       |       |       |       |       |

## Administració
| Període   | Identitat             | Partit |
| --------- | --------------------- | ------ |
| 1977-1989 | Raymond Kervedo       |        |
| 1989-1995 | Étienne Chauvin       | PS     |
| 1995-2007 | Christian Renaudineau |        |
| 2007-     | Yannick Haury         | UMP    |